# Ann Duquesnay
Ann Dunquesnay (...) è un'attrice, cantante e compositrice statunitense, nota soprattutto per il suo lavoro a Broadway.
Nel 1996 compone e interpreta il musical di Broadway Bring in 'Da Noise, Bring in 'Da Funk, che resta in scena quasi tre anni e le vale il Tony Award alla miglior attrice non protagonista in un musical oltre ad una candidatura al Grammy Award e una al Tony Award alla migliore colonna sonora originale.